# Azerbaijan Tower
Azerbaijan Tower é um edifício a ser construído na Khazar Islands, a 25 quilômetros ao sul de Baku, Azerbaijão.
Terá 1050 metros de altura, com 189 andares.